# Cocoseius
Cocoseius es un género de ácaros perteneciente a la familia Phytoseiidae.

## Especies
El género contiene las siguientes especies:
- Cocoseius elsalvador Denmark & Andrews, 1981
- Cocoseius palmarum Gondim Jr., Moraes & McMurtry, 2000